# Meiacanthus
Meiacanthus – rodzaj małych, jadowitych ryb okoniokształtnych z rodziny ślizgowatych (Blenniidae) związanych ze środowiskiem raf koralowych. Występują od północnej części Morza Czerwonego i południowego Madagaskaru po Wyspy Towarzystwa na Oceanie Spokojnym, zwykle w płytkich wodach do głębokości 20 m. Sporadycznie spotykano Meiacanthus nigrolineatus na głębokościach do 37 m. Osiągają od 3,5 do 11 cm długości. Niektóre są intensywnie ubarwione, przez co wzbudzają zainteresowania osób zajmujących się akwarystyką morską.
Gatunki zaliczane do tego rodzaju są jedynymi znanymi rybami, u których wykształciły się wyspecjalizowane zęby jadowe – położone po obydwu stronach żuchwy, duże, zakrzywione, z głęboką bruzdą. Zęby jadowe są połączone z wysoce wyspecjalizowanymi gruczołami jadowymi wytwarzającymi substancję toksyczną. Struktury te są wykorzystywane jako organy obronne. Ryba uderza zębami i wstrzykuje jad, kiedy jest połykana przez napastnika, co zwykle kończy się jej uwolnieniem. Drapieżniki, które próbowały połknąć jadowitą rybę szybko zapamiętują przykre doświadczenie, w efekcie czego Meiacanthus są przez nie ignorowane. Taka strategia obronna wydaje się być wysoce efektywna, ponieważ u wielu ślizgowatych spokrewnionych z rodzajem Meiacanthus rozwinęły się zachowania upodabniające do form jadowitych.
Rodzaj został opisany przez J. R. Normana z British Museum w 1943 (pracę opublikowano w 1944). Gatunkiem typowym był Petroscirtes ovalanensis z wyspy Ovalau (Fidżi). Toksyczność zębów tych ryb została odkryta dopiero w 1968.

## Klasyfikacja
Gatunki zaliczane do tego rodzaju:
| - Meiacanthus abditus - Meiacanthus abruptus - Meiacanthus anema - Meiacanthus atrodorsalis - Meiacanthus bundoon - Meiacanthus crinitus - Meiacanthus cyanopterus - Meiacanthus ditrema - Meiacanthus erdmanni - Meiacanthus fraseri | - Meiacanthus geminatus - Meiacanthus grammistes - Meiacanthus kamoharai - Meiacanthus limbatus - Meiacanthus lineatus - Meiacanthus luteus - Meiacanthus mossambicus - Meiacanthus naevius - Meiacanthus nigrolineatus | - Meiacanthus oualanensis - Meiacanthus phaeus - Meiacanthus procne - Meiacanthus reticulatus - Meiacanthus smithi - Meiacanthus tongaensis - Meiacanthus urostigma - Meiacanthus vicinus - Meiacanthus vittatus |

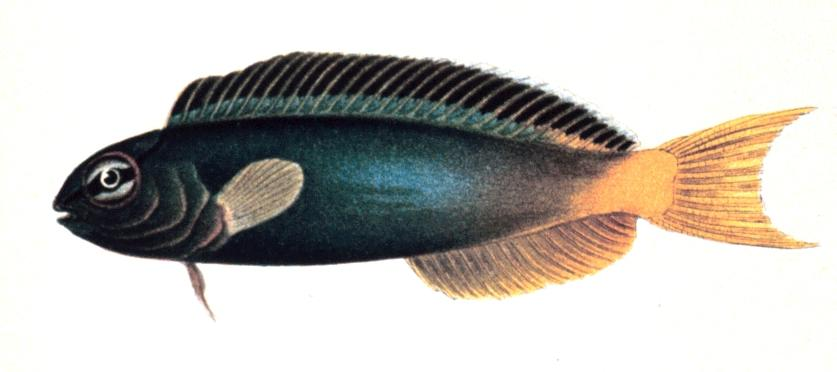
Meiacanthus atrodorsalis
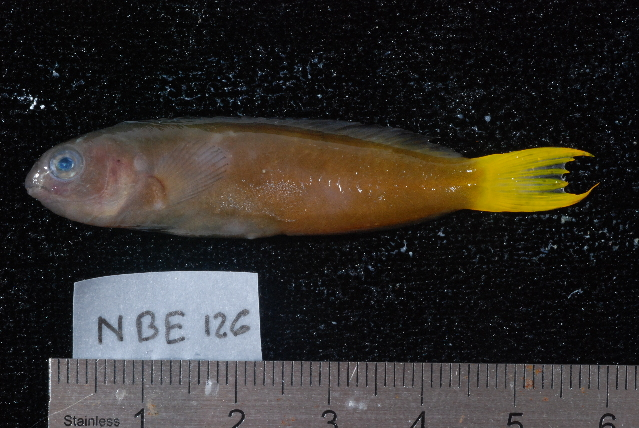
Meiacanthus mossambicus
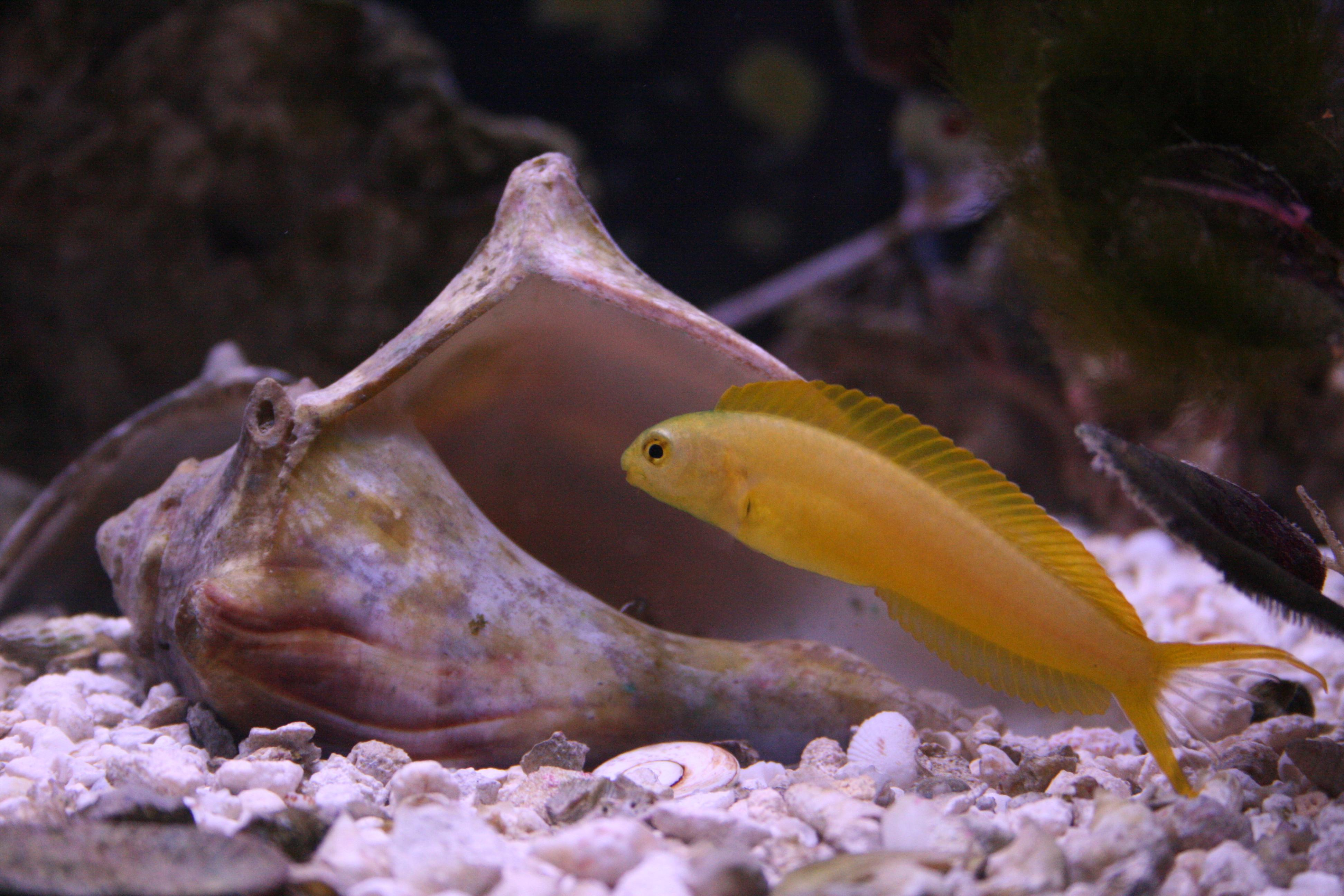
Meiacanthus oualanensis